# Асанов, Рашид Исмагилович
Раши́д Исмаги́лович Аса́нов (9 января 1970) — российский футболист, защитник (ранее — полузащитник).

## Карьера
Профессиональную карьеру начал в 1992 году в составе клуба «Нива» из города Славянск-на-Кубани, провёл 3 матча, после чего, в августе, пополнил ряды «Кубани», в составе которой дебютировал в Высшей лиге России, проведя 1 матч в чемпионате страны. Однако закрепиться в составе так и не смог, и в итоге вернулся в «Ниву», где затем выступал с 1993 по 1996 год, проведя за это время 99 матчей и забив 2 гола в первенстве, и ещё 6 встреч сыграв в сезонах Кубка России.